# Matinate
Le matinate (Canti di questua) sono il modo per festeggiare il carnevale nella città di Matera, antica tradizione  (Nel sinodo di Matera del 1597 è fatto divieto ai chierici di eseguire le matinate all'Epifania.) quasi in disuso. 
Nel periodo del carnevale in una città contadina come quella di Matera, era anche il tempo dell'uccisione del maiale, chi possedeva più di un maiale era abbastanza benestante per poter sopportare una matinata. La matinata consiste nel portar musica ed allegria in casa di un parente o conoscente, in special modo dopo l'uccisione del maiale, da parte di chi non era benestante e non poteva permettersi salumi e carni molto spesso. Con la matinata si chiedeva esplicitamente di poter "assaggiare" il maiale (da testo delle canzoni), per poter gioire almeno un giorno come gli altri e con gli altri. Per alcune ore fino alla mattina seguente, nei vicinati di una comunità povera come quella dei Sassi, si poteva festeggiare spensieratamente e senza distinzione tra chi aveva la "roba" (vedi Mastro don Gesualdo, di Giovanni Verga) e chi no, un po' come a Venezia nel giorno del Carnevale, tra i mascherati non vi erano differenze sociali e si poteva dire ciò che si pensava.
È documentato a Matera, in relazione all'esecuzione delle matinate: canti satirici e di questua eseguiti a partire dalla notte di Natale, che diventano offensivi e di disprezzo se non viene offerto del vino.
Tipico strumento musicale popolare per le matinate è la cupa cupa, strumento semplice di origine contadina.
La cupa cupa accompagna con altri strumenti varie canzoni delle quali due sono tipiche e provenienti dal passato, la "Serenata" per la richiesta d'ingresso e la "Cupa Cupa" nell'incalzare della festa.
Oggi chi continua la tradizione delle matinate materane ha come scopo il solo far festa.